# Donald y Pluto
Donald y Pluto (Donald and Pluto en inglés) es un cortometraje de animación de 1936 producido por Walt Disney Productions y distribuido por United Artists. La película está protagonizada por el Pato Donald, empleado como fontanero, y el perro Pluto como su ayudante. La película fue dirigida por Ben Sharpsteen y presenta la voz de Clarence Nash como Donald.
Donald y Pluto es una de las tres entregas de la serie de cortometrajes Mickey Mouse en la que Mickey no aparece como personaje; las otras son Don Donald e Inventos Modernos, ambas de 1937 y también protagonizadas por Donald. El corto de dibujos animados también introdujo el nuevo diseño de Fred Spencer para el Pato Donald, que incluía un cuerpo más delgado, un cuello más corto, pies más redondos y un pico más corto.

## Trama
Donald es un plomero que arregla tuberías en el sótano de una casa. Donald primero tiene problemas para separar su martillo de un imán, al cual se le pega. Cuando desenrosca la tapa que cubre la tubería, el agua sale a chorros y golpea a Donald en la cara, enfureciéndolo. Para detener el flujo, Donald usa el imán para tirar de un martillo más grande hacia él, el cual usa para poner otra tapa al agujero. Al hacerlo, accidentalmente despierta a Pluto y luego accidentalmente le quita el hueso a Pluto con el imán porque estaba en un plato metálico. Mientras Pluto lucha con el imán para recuperar su hueso, se traga el imán y consigue que el plato con su hueso se pegue a su trasero. Mientras lucha por conseguir el hueso, cae en la pila de muebles sobre la que Donald está parado, causando que Donald se caiga al suelo. Pluto finalmente sube corriendo hacia la cocina y como lleva el imán dentro de él hace que muchos artículos de cocina sean arrastrados hacia su trasero. 
Las acciones erráticas de Pluto causan que los platos se caigan, pero su hueso sigue pegado a él y lo molesta. Mientras intenta quitárselo, retrocede hacia un reloj de péndulo y se queda pegado a él. Después de liberarse del reloj destruyéndolo, pasa debajo de una mesa en la que hay un despertador mucho más pequeño y lo va atrayendo hacia él. Se involucra en una pelea con el reloj que le persigue porque tiene el imán dentro y de pronto se da cuenta de que si hace pequeños movimientos a lo largo de la pared trasera el reloj no vendrá hacia él. Sin embargo, tropieza con un rodillo de cocina y el reloj se le pega de nuevo, pero lo pierde al meterse sin querer en una alfombra de oso polar. Su plato se le pega de nuevo y el magnetismo hace que los cuchillos y tenedores salgan de un cajón y lo persigan. Huyendo de la persecución vuelve al sótano de nuevo. Allí, el imán dentro de él succiona los clavos de la escalera en la que Donald está subido trabajando, causando que se desmorone bajo sus pies. Donald cae en un tanque de lavado  y escurrido y es sacado de él por el escurridor. Después de un arrebato de ira se queda pegado al trasero de Pluto y es arrastrado hasta el techo del sótano al huir Pluto por la escalera que lleva a la cocina. 
Pluto es perseguido por el enojado Donald a través de la casa y hasta el techo, donde el magnetismo hace que Donald, que lleva un martillo en la mano, sea arrastrado hacia el techo y a lo largo del techo con el suelo separando los dos (parece que hubiese una pista invisible de la que cuelga Donald). Donald es arrastrado a un ventilador de techo, activándolo y haciendo girar tanto a Donald como a Pluto. Donald recibe una descarga eléctrica cuando choca con una lámpara y luego queda pegado al techo y se golpea con este cuando Pluto se arrastra por una escalera. Pluto finalmente baja las escaleras donde Donald cae al suelo y de nuevo al sótano donde es clavado a la pared por sus propias herramientas. Pluto lo encuentra y comienza a lamerlo felizmente mientras Donald grazna con rabia. 

## Reparto de voces
- Pato Donald: Clarence Nash
- Pluto: Pinto Colvig[2]

## Medios domésticos
Donald y Plutón están disponibles en el DVD de 2004 The Chronological Donald, Volumen 1 de la serie Walt Disney Treasures.